# Nålfruktsmossor
Nålfruktsmossor (Anthocerophyta) är en division av små, ettåriga, landlevande växter. Den könliga generationen (gametofyten) är bålformig med rhizoider på undersidan. Den sporbärande generationen (sporofyten) är nålformig och öppnas med sprickor i sidorna. Ett av deras särdrag är att de har endast en kloroplast i varje cell.  

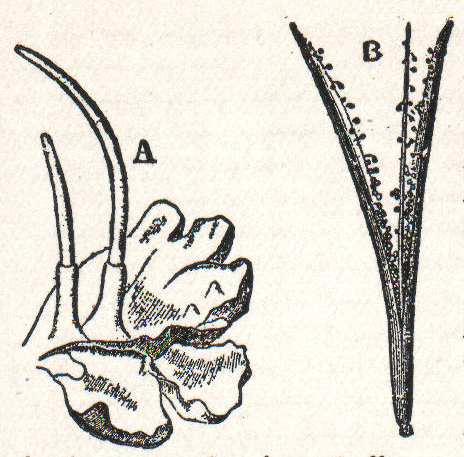
Nålfruktsmossa, A gametofyt med omogen sporofyt, B mogen öppen sporofyt.

## Systematik
Divisionen innehåller 150 arter varav två i Sverige . Svart nålfruktsmossa (Anthoceros punctatus ssp agrestis) och gul nålfruktsmossa (Phaeoceros laevis spp carolinianus). Eftersom endast dessa två växer i Sverige så har namnen ofta angivits utan underarten (subspecies, ssp). De skrivs då Anthoceros agrestis och Phaeoceros laevis .
Tidigare betraktades bladmossor, levermossor och nålfruktsmossor som samma division, mossor. Nu vet man att dessa tre grupper inte har något närmare släktskap som skulle motivera att de grupperas tillsammans. 

## Utseende och ekologi
Nålfruktsmossor växer på naken jord, särskilt åkerjord, i södra Sverige. De finns rikligare under år med fuktigt väder och hittas lättast på hösten på stubbåkrar. Sporofyterna är då mogna. De två svenska arterna skiljs åt på följande karaktärer: 
- Svart nålfruktsmossa har svarta sporer, yttre sporväggen taggig med vissa taggar grenade, och bål ofta med krusig kant.
- Gul nålfruktsmossa har gulaktiga sporer, yttre sporväggen knottrig, och bål ofta med slät kant.

Enligt Artdatabanken är rödlistningsbedömningen för 2010 att gul nålfruktsmossa är i Kategori: Nära hotad (NT) och svart nålfruktsmossa är inte listad som hotad.

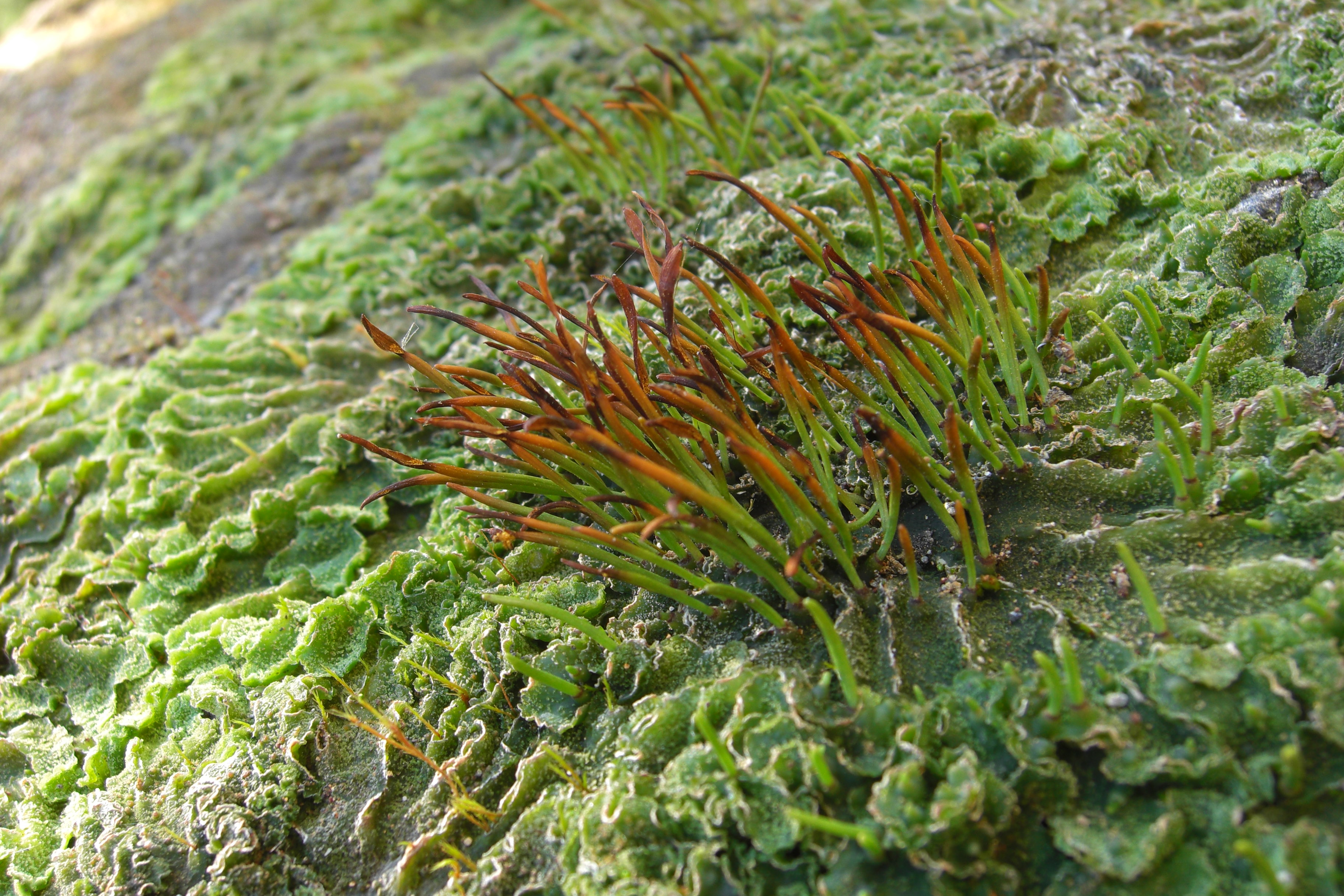
Nothoceros med mogna gulbruna sporer.

## Fotnoter
1. ↑  Botanik. Systematik Evolution Mångfald. Marie Widén, Björn Widén (red) ISBN 978-91-44-04304-3
2. ↑  Leta nålfruktsmossor i åkrarna! Niklas Lönell, tidskriften Daphne nr 22:2 2011, sid 8-9